# Riccardo Brazzale

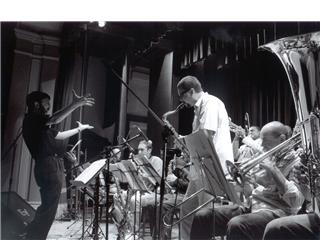
Riccardo Brazzale (links) mit dem Lydian Sound Orchestra (2007)

Riccardo Brazzale (* 1960 in Thiene (Venetien)) ist ein italienischer Jazzmusiker (Piano, Komposition, Arrangement, Dirigent) und -autor, der vor allem als Leiter des Lydian Sound Orchestra hervorgetreten ist.

## Leben und Wirken
Brazzale studierte klassische Musik und Jazz an den Konservatorien von Vicenza, Parma und Mailand. Er promovierte an der Universität Bologna mit einer Arbeit über Lennie Tristano.
Seit 1986 arbeitete er mit Claudio Fasoli zusammen. 1969 gründete er das Lydian Sound Orchestra, das er bis heute leitet und für das er schreibt. Mit diesem Nonett trat er in Italien und im Ausland auf; auch nahm er mit dem Klangkörper diverse Alben auf. Daneben besteht ein mit dem Lydian Workshop ein kleineres Ensemble, in dem Brazzale auch als Pianist tätig ist. Weiterhin schrieb er für Franco D’Andrea, Enrico Rava und Ralph Towner.
Seit Jahren wirkt Brazzale zudem als Gastdirigent der Städtischen Civica Big Band von Mailand. Weiterhin ist er als Jazzautor hervorgetreten; neben einem Buch über Lennie Tristano (mit Franco Fayenz) hat er zahlreiche Essays verfasst und die italienischen Ausgaben von Büchern von Geoff Dyer und John Fordham übersetzt und verantwortet.
Brazzale leitet das Istituto Musicale Veneto in Thiene, wo er Harmonie und allgemeine Musikkultur lehrt, ist Professor am Conservatorio Pedrollo von Vicenza und verantwortlich für das künstlerische Programm der Stadt Vicenza; Er ist auch künstlerischer Leiter des Festivals New Conversations Vicenza Jazz.

## Preise und Auszeichnungen
2009 wurde er von der Fachzeitschrift Musica Jazz als Italiens Jazzkomponist und Arrangeur des Jahres gewählt.

## Schriften
- Xè pi isy draivare'l caro: diario di un vicentino in America Ed. Agorà 2001
- Riccardo Brazzale, Franco Fayenz Lennie Tristano. Il profeta incompreso Stampa Alternativa 2006

## Diskographische Hinweise
- The Bras and the Art of Arranging (Agorà 2000)

mit dem Lydian Sound Orchestra
- Melodious Thunk (Totem Records 1993)
- Timon of Athens (Flex Records 1995)
- Bukowski Blues (Azzurra Music 1999)
- Monk at Town Hall & More (Abeat 2002)
- Azurka (Abeat 2003)
- Back to Da Capo (Alma Records 2006)
- Live in Appleby (Alma Records 2008)
- The Lydian Trip (Alma Records  2009)
- Ruby, Nellie & Nica: The Ballads of Thelonious Monk (Alma Records  2012)
- Music for Lonely Souls (Alma Records  2016)